# Палариково
Палариково (на словашки: Palárikovo) е село в югозападна Словакия, част от окръг Нове Замки на Нитрански край. Населението му е 4243 души (по приблизителна оценка от декември 2017 г.).
Разположено е на 113 m надморска височина в Среднодунавската низина, на 9 km северозападно от град Нове Замки и на 32 km северно от река Дунав и границата с Унгария. Първото споменаване на селището е от 1248 година.

## Известни личности
Починали в Палариково
- Алайош Карои (1825 – 1889), дипломат